# Pointe Plate (Saint-Pierre-et-Miquelon)
Pour les articles homonymes, voir Pointe Plate.
La pointe Plate est un cap de France situé à Saint-Pierre-et-Miquelon.

## Géographie
La pointe Plate se situe dans le sud-ouest de Langlade, juste au sud du cap Corbeau qui marque l'extrémité occidentale de Langlade et de Miquelon. Il forme une petite presqu'île qui s'avance vers le sud dans l'océan Atlantique. Un petit isthme appelé « la Coupée » le relie au reste de Langlade. La anse du Sud-Ouest s'étend à l'est. Un sentier de randonnée permet d'accéder à la pointe sur laquelle se trouve un phare.

Vue aérienne de Langlade depuis le sud-ouest avec la pointe du Ouest en bas à gauche.